# William Bassett
William Henry Bassett (28 de diciembre de 1935 - 9 de febrero de 2025) fue un actor estadounidense de cine y televisión que apareció en más de 100 películas y programas de televisión de la década de 1960.

## Vida y carrera
Bassett era conocido por su papel en los anuncios de Whataburger. También apareció en películas como Lucky Lady, Old Boyfriends, Return from Witch Mountain, The Karate Kid, Black Eagle, House of 1000 Corpses, Demon Hunter y Black Dynamite, así como en programas de televisión como Bewitched; I Dream of Jeannie; Bonanza; The Feather and Father Gang; The Love Boat; Days of Our Lives; Quincy, M.E.; Lou Grant; Dallas; The Young and the Restless; Newhart; General Hospital; Sabrina The Teenage Witch; 3rd Rock from the Sun; Scrubs; The Streets of San Francisco; y Arrested Development. El trabajo de Bassett como actor de voz incluye los videojuegos Metal Gear Solid, Warcraft 3: The Frozen Throne, Fallout 3, Star Wars: The Old Republic, Final Fantasy Type-0 HD y World of Final Fantasy, además de ser el narrador del documental Inside: Dr. Strangelove o cómo aprendí a dejar de preocuparme y a amar la bomba.
Bassett murió el 9 de febrero de 2025, a la edad de 89 años.

## Filmografía

### Animes
- 1979 Lupin the Third: Castle of Cagliostro
- 1988 Akira
- 1992 Mobile Suit Gundam 0083: Stardust Memory
- 1995 Catnapped! The Movie
- 1999 Cowboy Bebop
- 2000 Ah! My Goddess: The Movie
- 2003–2005 Ghost in the Shell: Stand Alone Complex
- 2004 Applessed
- 2008 Metal Gear Solid: Digital Graphic Novel

### Películas
- 1969 A Time for Dying
- 1970 The Grasshopper
- 1972 Conquest of the Planet of the Apes
- 1972 1776
- 1974 The Towering Inferno
- 1975 Lucky Lady
- 1978 Return from Witch Mountain
- 1979 Old Boyfriends
- 1984 The Karate Kid
- 1984 Sam's Son
- 1985 Creator
- 1986 The Naked Cage
- 1986 Invaders from Mars
- 1988 Black Eagle
- 1990 Angel Town
- 1993 Ring of Fire II: Blood and Steel
- 2001 Soulkeeper
- 2001 Night Class
- 2001 The Man with No Eyes
- 2002 Crazy as Hell
- 2003 House of 1000 Corpses
- 2004 Wild Roomies
- 2005 Welcome to September
- 2005 Demon Hunter
- 2008 Fast Girl
- 2009 Black Dynamite
- 2018 Blood Type

### Televisión
- 1960 The Tempest
- 1960 The Chevy Mystery Show
- 1966 The Journey of the Fifth Horse
- 1967 The Wild Wild West
- 1968 Bewitched
- 1968 The Second Hundred Years
- 1968–1969 I Dream of Jeannie
- 1968–1971 Insight
- 1968–1988 Days of Our Lives
- 1969 Here Come the Brides
- 1969 The Outcasts
- 1969 Land of the Giants
- 1970 Mannix
- 1970 Bonanza
- 1970 Nancy
- 1972 Cade's County
- 1972 Another Part of the Forest
- 1972 Mod Squad
- 1973 Search
- 1973 The Young and the Restless
- 1973 The Man of Destiny
- 1973 Police Story
- 1974 Unwed Father
- 1974 The Wild World of Mystery
- 1974 The Streets of San Francisco
- 1974 Harry O
- 1974 The Rookies
- 1975 My Father's House
- 1975 Shazam!
- 1976 The Love Boat
- 1976 Francis Gary Powers: The True Story of the U-2 Spy Incident
- 1976 Wonderbug
- 1976 Once and Eagle
- 1976–1977 The Feather and Father Gang
- 1977 ABC Afterschool Special
- 1977 The Love Boat
- 1977 Never Con a Killer
- 1977 The Night They Took Miss Beautiful
- 1978 Perfect Gentlemen
- 1978 Keefer
- 1978 The Bastard
- 1979 Quincy, M.E.
- 1979 Lou Grant
- 1979–1982 The Magical World of Disney
- 1979–1988 Dallas
- 1980 The Kids Who Knew Too Much
- 1981 Thornwell
- 1981 Flamingo Road
- 1982 The Fall Guy
- 1982 Moonlight
- 1982 Beyond Witch Mountain
- 1983 Hart to Hart
- 1984 Knots Landing
- 1984 Rituals
- 1984 Jessie
- 1985 Cover Up
- 1985 Hunter
- 1985 Hotel
- 1986 Newhart
- 1986 T.J. Hooker
- 1987 General Hospital
- 1987 Dinastía
- 1989 The Case of the Hillside Stranglers
- 1989 The Hollywood Detective
- 1990 Mancuso, FBI
- 1990 The New Lassie
- 1991 Never Forget
- 1994 Spring Awakening
- 1995 OP Center
- 1996 Her Costly Affair
- 1997 A Match Made in Heaven
- 1998 The Magnificent Seven
- 1998-2001 Inquizition
- 1999 Sabrina the Teenage Witch
- 1999 3rd Rock from the Sun
- 1999 Dharma & Greg
- 1999 Power Rangers Lost Galaxy
- 2000 Beyond Belief: Fact or Fiction
- 2000 The Invisible Man
- 2001 The Division
- 2003 Strong Medicine
- 2004 Scrubs
- 2005 Carnivàle
- 2005 Reno 911!
- 2005 Arrested Development
- 2006 Avatar: la leyenda de Aang

### Videojuegos
- 1998 Metal Gear Solid
- 2000 Diablo II
- 2002 Medal of Honor: Allied Assault
- 2002 Warcraft III: Reign of Chaos
- 2002 Neverwinter Nights
- 2003 Warcraft III: The Frozen Throne
- 2004 Metal Gear Solid: The Twin Snakes
- 2007 Avatar: The Last Airbender - The Burning Earth
- 2008 Fallout 3
- 2009 Fallout 3: Broken Steel
- 2011 Star Wars: The Old Republic
- 2014 Hearthstone: Heroes of WarCraft
- 2015 Final Fantasy Type-0 HD
- 2016 World of Final Fantasy
- 2018 Fallout 76